# Erik Nilsson (ämbetsman)
Erik Nilsson, född 29 juli 1925 i Kristinehamn, död 3 augusti 1968 i Lidingö församling i Stockholms län, var en svensk ämbetsman.
Nilsson, som var son till lantbrukare Oskar Nilsson och Maria Kalin, blev juris kandidat vid Stockholms högskola 1952 och genomförde tingstjänstgöring 1952–1955. Han anställdes på kommunikationsdepartementet 1955, blev förste kanslisekreterare 1956, byråchef 1960, var departementsråd där 1965–1967 samt överdirektör och chef för Statens planverk 1967–1968. 
Nilsson var sekreterare i 1953 års trafikutredning 1956–1961, i Svenska öresundsdelegationen 1956–1962, styrelseledamot i AB Svensk Bilprovning 1963–1967, i Kungliga Ingenjörsvetenskapsakademiens transportforskningskommission 1965–1967, ledamot av 1963 års luftfartsutredning 1964–1966, av vägplanekommittén 1964–1967, av utredningen rörande vägtrafikens kostnadsansvar 1965–1967, utredningsman för brandförsvarets organisation 1967 och ledamot av lokaliseringsberedningen 1967.